# Dinkholder Mühle

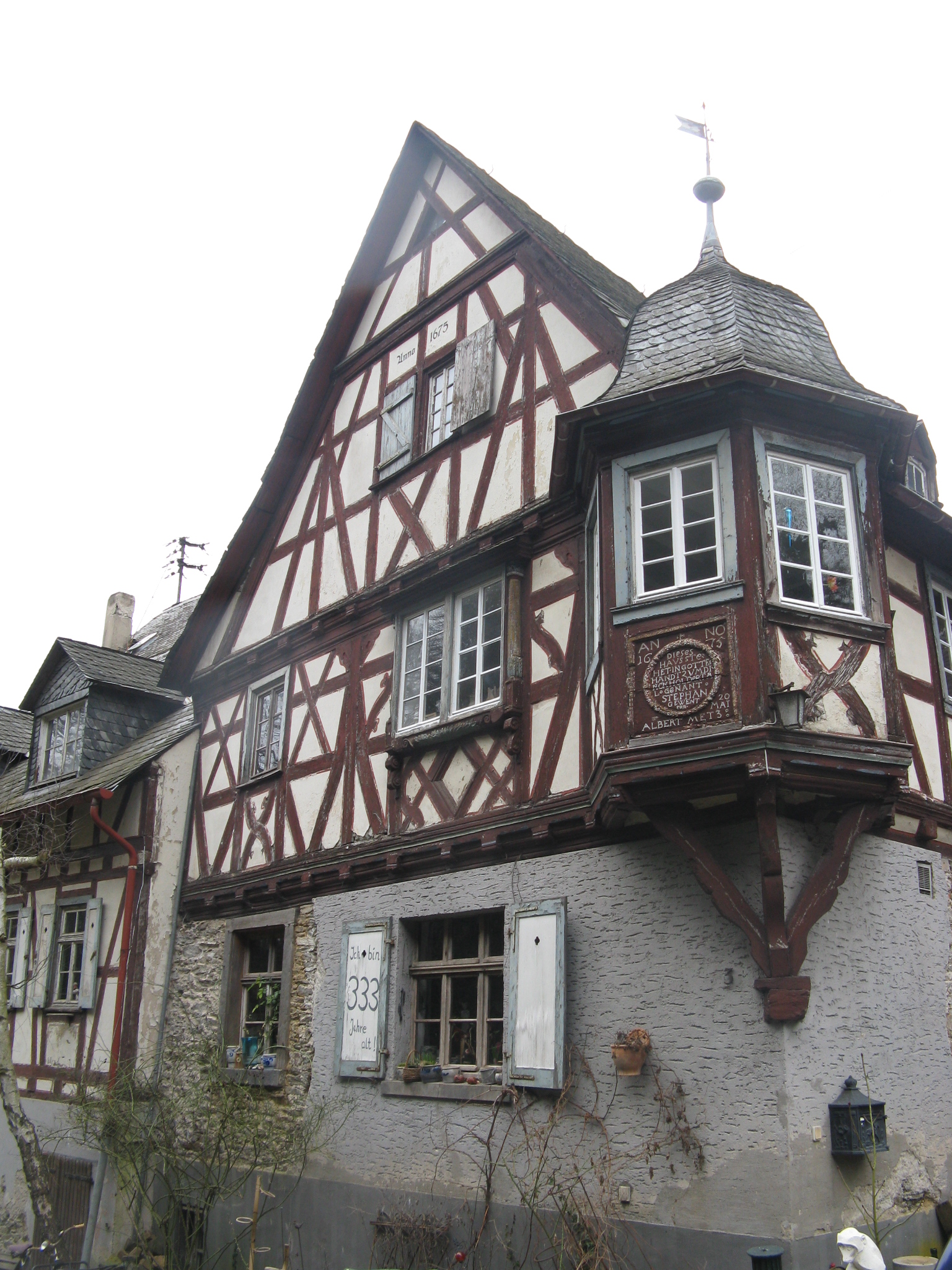
Dinkholder Mühle (1675)

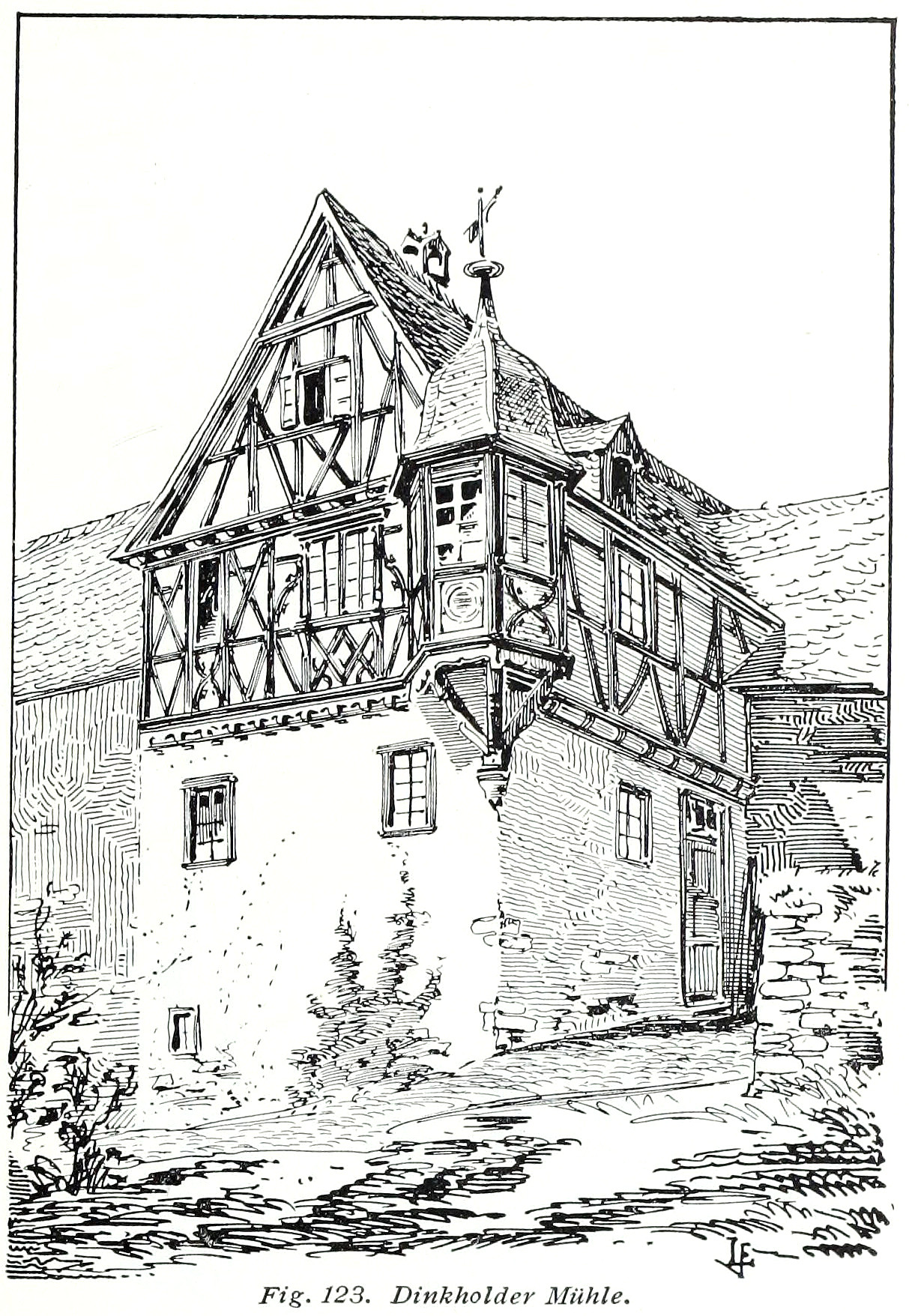
Darstellung der Dinkholder Mühle von Ferdinand Luthmer (vor 1914)

Die Dinkholder Mühle bei Braubach ist eine denkmalgeschützte Wassermühle, die bis 1982 in Betrieb war. Sie liegt in einem Rheinseitental zwischen Braubach und Osterspai.
Neben der unteren Dinkholder Mühle standen am Dinkholder Bach noch weitere drei Mühlen. Erstmals erwähnt wurde die Mühle 1277 als eine Mühle Im Dinkholder des Zisterzienser-Klosters Eberbach im Rheingau; schriftlich belegt ist auch der Verkauf dieser drei Mühlen 1278 durch Osterspaier Brüder an die Abtei Eberbach. In den folgenden Jahrhunderten erlebte der Mühlenbetrieb wechselnde Pächter bzw. Besitzer. 1675 errichtete der Besitzer Albert Metz, ein Zimmermann aus Wellmich, ein Fachwerkhaus für den Mühlenbetrieb.
Der barocke Fachwerkbau hat einen grazilen, mit Schnitzereien versehenen Eckerker, den eine Haube krönt. Rheinseitig wurde im späten 19. Jahrhundert ein Fachwerkbau angebaut. Die Dinkholder Mühle war über 300 Jahre im Besitz der Familie Matz, bis 1982 der letzte Nachkomme der Familie, Ernst Otto Bröder, das Gebäude verkaufte.
An die Mahlmühle war bis Ende des 19. Jahrhunderts eine Ölmühle angegliedert. Beide Mühlen wurden ursprünglich mit Wasserkraft angetrieben; im 20. Jahrhundert ergänzte man den Antrieb der Mahlmühle mit einem Deutz-Dieselmotor. Die noch erhaltenen Mühlenteile stammen aus der Zeit um 1930 und umfassen drei Metallwalzen-Mahlwerke und einen Doppelmahlstock. Auch die Transmission über vier Stockwerke mit der siebenfach gelagerten Antriebswelle ist noch erhalten.